# Färgindex
Färgindex är inom astronomin ett enkelt numeriskt uttryck som bestämmer färgen på ett objekt, vilket i fallet för en stjärna ger dess temperatur. För att mäta indexet observeras magnituden hos ett objekt med två olika filter, till exempel U och B eller B och V, där U är känsligt för ultraviolett ljus, B är känsligt för blått ljus och V är känsligt för synligt (grön-gult) ljus. Skillnaden i magnitud mellan dessa filter kallas för U-B- respektive B-V-färgindex. Ett litet värde på färgindexet betyder att blått ljus dominerar, och att objektet därför är mycket varmt. På samma sätt betyder ett högt färgindex att det rör sig om ett rödare och svalare objekt. Detta beror på den logaritmiska magnitudskalan, där ljusare objekt har lägre (mer negativ) magnitud än svarare objekt. Till exempel har den gulaktiga solen ett B-V-index på 0,656±0,005 medan den blåaktiga Rigel har B-V -0,03 (dess B-magnitud är 0,09 och dess V-magnitud är 0,12, B-V=-0,03). Ett par fler exempel följer i tabellen nedan.
Färgindex från avlägsna objekt påverkas ofta av extinktion, vilket innebär att de är rödare än närmare stjärnor. Mängden av denna förändring karaktäriseras av "färgöverflödet", definierat som skillnaden mellan det observerade färgindexet och det normala färgindexet, det hypotetiskt sanna färgindexet hos stjärnan utan extinktion.
Till exempel kan vi i det UBV-fotometriska systemet skriva extinktionen som följer för B-V:
{\displaystyle E_{B-V}=(B-V)_{\text{Observerad}}-(B-V)_{\text{Verklig}}}
De passbandsfilter de flesta astronomer använder kallas UBVRI-filter, där U, B och V är desamma som ovan, och där R låter rött ljus passera och I låter infrarött ljus passera. Detta filtersystem kallas ibland Johnson-Cousins filtersystem efter skaparna av systemet (se referenserna). För bästa precision väljs filter efter vilket objekt som studeras: U-V-filter används för heta objekt, B-V för medelvarma objekt och R-I för kallare objekt.